# Faulkton
Faulkton é uma cidade localizada no estado norte-americano de Dakota do Sul, no Condado de Faulk.

## Demografia
Segundo o censo norte-americano de 2000, a sua população era de 785 habitantes.
Em 2006, foi estimada uma população de 689, um decréscimo de 96 (-12.2%).

## Geografia
De acordo com o United States Census Bureau tem uma área de
2,7 km², dos quais 2,7 km² cobertos por terra e 0,0 km² cobertos por água.

## Localidades na vizinhança
O diagrama seguinte representa as localidades num raio de 32 km ao redor de Faulkton.